# New Girl/Staffel 3
Die dritte Staffel der US-amerikanischen Sitcom New Girl feierte ihre Premiere am 17. September 2013 auf dem Sender FOX. Die deutschsprachige Erstausstrahlung sendete der deutsche Free-TV-Sender ProSieben vom 26. März bis zum 6. August 2014. In den Vereinigten Staaten wurde die DVD zur dritten Staffel am 2. September 2014 veröffentlicht. In Deutschland ist die DVD zur dritten Staffel seit dem 14. November 2014 erhältlich.

## Darsteller
| Figur                  | Darsteller           | Deutscher Sprecher |
| ---------------------- | -------------------- | ------------------ |
| Jessica „Jess“ Day     | Zooey Deschanel      | Anja Stadlober     |
| Nicholas „Nick“ Miller | Jake Johnson         | Tim Knauer         |
| Schmidt                | Max Greenfield       | Robin Kahnmeyer    |
| Cecilia „Cece“ Parekh  | Hannah Simone        | Susanne Geier      |
| Winston Bishop         | Lamorne Morris       | Tobias Nath        |
| Nebendarsteller        |                      |                    |
| Coach                  | Damon Wayans, Jr.    | Sebastian Schulz   |
| Elizabeth              | Merritt Wever        | Corinna Dorenkamp  |
| Principal Foster       | Curtis Armstrong     | Gerald Schaale     |
| Outside Dave           | Steve Agee           | Werner Böhnke      |
| Kim                    | Gillian Vigman       | Svantje Wascher    |
| Bob Day                | Rob Reiner           | Roland Hemmo       |
| Joan Day               | Jamie Lee Curtis     | Karin Buchholz     |
| Caroline               | Mary Elizabeth Ellis | Melanie Hinze      |
| Abby Day               | Linda Cardellini     | Dascha Lehmann     |

## Episoden
| Nr. (ges.)                         | Nr. (St.) | Deutscher Titel          | Originaltitel      | Erstausstrahlung USA | Deutschsprachige Erstausstrahlung (D) | Regie                | Drehbuch                         | Zuschauer (USA) | Zuschauer (Deutschland) |
| ---------------------------------- | --------- | ------------------------ | ------------------ | -------------------- | ------------------------------------- | -------------------- | -------------------------------- | --------------- | ----------------------- |
| 50                                 | 1         | Voll dabei               | All In             | 17. Sep. 2013        | 26. März 2014                         | Max Winkler          | Elizabeth Meriwether             | 5,53 Mio.       | 1,57 Mio.               |
| 51                                 | 2         | Cool sein                | Nerd               | 24. Sep. 2013        | 26. März 2014                         | Fred Goss            | Kay Cannon                       | 4,04 Mio.       | 1,22 Mio.               |
| 52                                 | 3         | Das Doppeldate           | Double Date        | 1. Okt. 2013         | 2. Apr. 2014                          | Max Winkler          | Luvh Rakhe                       | 3,85 Mio.       | 0,99 Mio.               |
| 53                                 | 4         | Der Captain              | The Captain        | 8. Okt. 2013         | 2. Apr. 2014                          | Fred Goss            | J. J. Philbin                    | 3,96 Mio.       | 0,98 Mio.               |
| 54                                 | 5         | Nicks Krambox            | The Box            | 15. Okt. 2013        | 9. Apr. 2014                          | Andrew Fleming       | Rob Rosell                       | 3,45 Mio.       | 1,10 Mio.               |
| 55                                 | 6         | Mein Freund Keaton       | Keaton             | 22. Okt. 2013        | 9. Apr. 2014                          | David Katzenberg     | Dave Finkel & Brett Baer         | 3,74 Mio.       | 0,91 Mio.               |
| 56                                 | 7         | Coach                    | Coach              | 5. Nov. 2013         | 16. Apr. 2014                         | Russ Alsobrook       | David Feeney                     | 3,85 Mio.       | 0,92 Mio.               |
| 57                                 | 8         | Schützt die Meere!       | Menus              | 12. Nov. 2013        | 16. Apr. 2014                         | Trent O’Donnell      | Matt Fusfeld & Alex Cuthbertson  | 3,36 Mio.       | 0,86 Mio.               |
| 58                                 | 9         | Nacht des Wahnsinns      | Longest Night Ever | 19. Nov. 2013        | 23. Apr. 2014                         | Nicholas Jasenovec   | Ryan Koh                         | 3,26 Mio.       | 0,80 Mio.               |
| 59                                 | 10        | Ruf der Wildnis          | Thanksgiving III   | 26. Nov. 2013        | 23. Apr. 2014                         | Max Winkler          | Josh Malmuth                     | 3,51 Mio.       | 0,77 Mio.               |
| 60                                 | 11        | Wie man sich entscheidet | Clavado En Un Bar  | 7. Jan. 2014         | 30. Apr. 2014                         | Eric Appel           | Berkley Johnson                  | 3,20 Mio.       | 0,95 Mio.               |
| 61                                 | 12        | Das Sex-Duell            | Basketsball        | 14. Jan. 2014        | 30. Apr. 2014                         | Lorene Scafaria      | Rebecca Addelman                 | 3,24 Mio.       | 0,77 Mio.               |
| 62                                 | 13        | Volles Programm          | Birthday           | 21. Jan. 2014        | 7. Mai 2014                           | Richie Keen          | Kim Rosenstock                   | 3,75 Mio.       | 1,18 Mio.               |
| 63                                 | 14        | Prince                   | Prince             | 2. Feb. 2014         | 7. Mai 2014                           | Fred Goss            | David Feeney & Rob Rosell        | 26,30 Mio.      | 1,07 Mio.               |
| Gastauftritt: Prince als er selbst |           |                          |                    |                      |                                       |                      |                                  |                 |                         |
| 64                                 | 15        | Die Ex-Files             | Exes               | 4. Feb. 2014         | 14. Mai 2014                          | Alex Hardcastle      | Nina Pedrad                      | 3,48 Mio.       | 1,19 Mio.               |
| 65                                 | 16        | Meine wilde Schwester    | Sister             | 11. Feb. 2014        | 14. Mai 2014                          | Max Winkler          | Matt Fusfeld & Alex Cuthbertson  | 2,97 Mio.       | 1,07 Mio.               |
| 66                                 | 17        | Schwester? Nein Danke!   | Sister II          | 25. Feb. 2014        | 28. Mai 2014                          | Bill Purple          | Ryan Koh & Luvh Rakhe            | 2,84 Mio.       | 1,02 Mio.               |
| 67                                 | 18        | Ich mag dein Nachthemd   | Sister III         | 4. März 2014         | 4. Juni 2014                          | Jay Chandrasekhar    | Camilla Blackett                 | 2,93 Mio.       | 0,93 Mio.               |
| 68                                 | 19        | Heuern und feuern        | Fired Up           | 11. März 2014        | 11. Juni 2014                         | Steve Welch          | Sophia Lear                      | 2,48 Mio.       | 1,04 Mio.               |
| 69                                 | 20        | Männer sind vom Mars     | Mars Landing       | 25. März 2014        | 16. Juli 2014                         | Lynn Shelton         | Josh Malmuth & Nina Pedrad       | 2,49 Mio.       | 0,95 Mio.               |
| 70                                 | 21        | Mir geht’s gut           | Big News           | 15. Apr. 2014        | 23. Juli 2014                         | Steven Tsuchida      | Berkley Johnson & Kim Rosenstock | 2,19 Mio.       | 0,89 Mio.               |
| 71                                 | 22        | Für immer und ewig       | Dance              | 29. Apr. 2014        | 30. Juli 2014                         | Trent O’Donnell      | Rebecca Addelman & Ryan Koh      | 2,20 Mio.       | 0,88 Mio.               |
| 72                                 | 23        | Das große Romantikpaket  | Cruise             | 6. Mai 2014          | 6. Aug. 2014                          | Elizabeth Meriwether | Luvh Rakhe & Rob Rosell          | 2,40 Mio.       | 0,97 Mio.               |